# IATE
IATE (Inter-Active Terminology for Europe) — це міжвідомча термінологічна база даних Європейського Союзу.
Проєкт був розпочатий у 1999 році. Його метою було створення в Інтернеті інтерфейсу для всіх термінологічних ресурсів ЄС для спрощення доступу до інформації та її стандартизації в усіх установах ЄС. База даних використовується в установах і органах ЄС з літа 2004 року. Інтерфейс для користувачів став загальнодоступним на початку 2007 року, а 28 червня того ж року його було відкрито офіційно.
В IATE всі наявні термінологічні бази даних перекладацьких служб ЄС об'єднані в одну загальну міжвідомчу базу даних, яка містить приблизно 1,4 млн багатомовних записів. В IATE імпортовано такі бази даних:
- Eurodicautom (Європейська комісія)

- TIS (Рада Європейського Союзу)

- Euterpe (Європейський парламент)

- Euroterms (Центр перекладів для органів Європейського Союзу)

- CDCTERM (Європейський суд аудиторів).

Партнерами проєкту є: Європейська комісія, Європейський парламент, Рада Європейського Союзу, Європейський суд, Європейський суд аудиторів, Європейський соціально-економічний комітет, Комітет регіонів, Європейський центральний банк (ЄЦБ), Європейський інвестиційний банк та Центр перекладів для органів Європейського Союзу.
IATE розрахований на те, щоб зберігати один запис для кожного поняття, але насправді для багатьох понять містить кілька записів. У міру консолідації цих записів кількість записів зменшилася приблизно з 1,4 мільйона до менш як 1 мільйона, попри постійне додавання багатьох нових записів для нових і раніше незаписаних понять.
Вебсайт IATE підтримується Центром перекладів у Люксембурзі від імені партнерів проєкту. Тематичні «домени» базуються на Eurovoc.
The entire IATE glossary database can be downloaded for free in a zipped format, then multilanguage glossaries can be generated using a free tool.
Усю базу даних словника IATE можна безкоштовно завантажити [Архівовано 23 червня 2020 у Wayback Machine.] у вигляді архіву, на основі якого можна створювати багатомовні словники за допомогою безкоштовного інструменту.